# وليام بوكسال
السير ويليام بوكسال (بالإنجليزية: William Boxall)‏ (29 يونيو 1800 - 6 ديسمبر 1879) رسام إنجليزي ومدير متحف.